# Мостицький провулок
Мости́цький прову́лок — зниклий провулок, що існував у Подільському районі міста Києва, місцевість Пріорка. Пролягав від Великої Мостицької вулиці до проспекту «Правди» (станом на 1958 рік — від Мостицької до Верхньомостицької вулиці).
Прилучалася Невельська вулиця.

## Історія
Провулок виник в середині XX століття під назвою Нова вулиця. Назву Мостицький провулок отримав у 1955 року. 
Перестав існувати в 1985 році у зв'язку зі знесенням старої забудови та будівництвом Мостицького житломасиву.
На деяких картах назву Мостицький провулок має міжквартальний проїзд від Мостицької вулиці в бік проспекту «Правди». Адресу «Мостицький провулок, 2» мала[коли?] Покровська церква, споруджена 1906 року.